# Erdialdea

Localització de Erdialdea

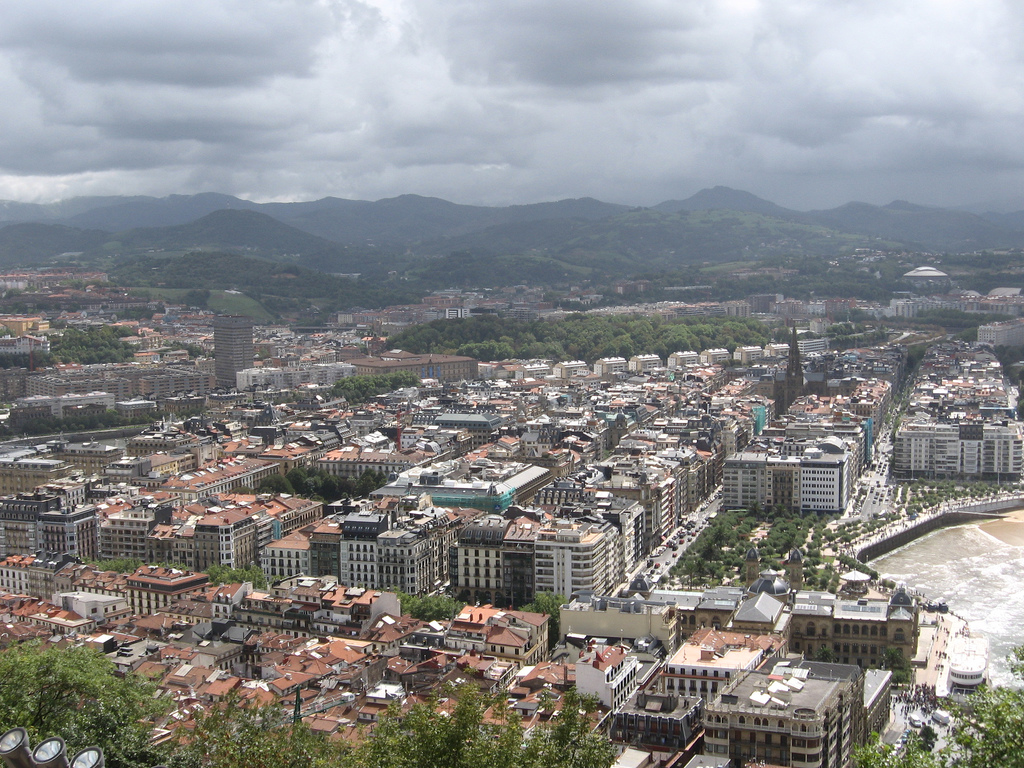
Centre de Sant Sebastià

Erdialdea (en castellà Centro) és un dels 17 barris de Sant Sebastià (Guipúscoa). Limita al nord amb el mar, a l'est amb el riu Urumea, a l'oest amb la Badia de la Concha i les llomes del barri d'Aiete i al sud amb Amara Berri. Té una població de 10.077 habitants. El districte està compost a efectes oficials pel nucli històric (popularment conegut com a Parte Zaharra o part vella), els eixamples del segle xix (Eixample Meridional o de Cortázar, Eixample de Sant Martín, Eixample Oriental, Eixample d'Amara…) que constitueixen el que pròpiament és conegut com el Centre, el Passeig de Mirakontxa que voreja la Badia de la Concha, el barri d'Amara (Sant Sebastià) Zaharra i el turó de San Bartolomé; àrees actualment edificades, als quals s'afegeixen el Port, el Muntanya Urgull i l'illa Santa Klara. Gran part del barri va ser construït a partir de 1863, després de l'enderrocament de les muralles defensives. El disseny es deu a l'arquitecte Antonio Cortázar Gorria. És un barri eminentment de caràcter terciari.